# Grewia yinkiangensis
Grewia yinkiangensis är en malvaväxtart som beskrevs av Yung Chun Hsu och R. Zhuge. Grewia yinkiangensis ingår i släktet Grewia och familjen malvaväxter. Inga underarter finns listade i Catalogue of Life.